# 1621 год в России
Царствование: 1613—1645 — Михаила Фёдоровича

## События
- Гдов, находившийся с 1614 года под шведской властью, вернулся в Россию[1].
- Прибытие в Россию зарубежных мастеров-«рудознатцев».
- Прибытие в Москву царских посольств Имеретии и Гурии.
- Придворная газета «Куранты» писалась от руки и содержала переводные иностранные новости.
- Местничество: 
  - 30 мая — Указ Михаила Фёдоровича и патриарха Филарета "Дворянам посылаемым в звании послов, посланников и гонцов местами не считаться"[2].

## Города и поселения
- По решению Боярской думы началось восстановление г. Карачев (см. 1615 и 1618 года)[3].
- 1619—1625 — в Сольвычегодске на Троицкой стороне возводился новый острог (22 башни, свыше 1,4 км.)[4].

## Руководители приказов[5]
| Года      | Приказ                | Ф,И,О главы                    | Примечания                    |
| --------- | --------------------- | ------------------------------ | ----------------------------- |
| 1615-1622 | Аптекарский приказ    | Салтыков Михаил Михайлович     | Кравчий                       |
| 1617-1626 | Новгородская четверть | Грамотин Иван Тарасьевич       |                               |
| 1619-1626 | Посольский приказ     | Грамотин Иван Тарасьевич       | Первый раз: 1603-1604 и 1605  |
| 1619-1628 | Ямской приказ         | Пожарский Дмитрий Михайлович   | Боярин                        |
| 1621-1628 | Разбойный приказ      | Пожарский Дмитрий Михайлович   | Боярин                        |
| 1619-1629 | Книгопечатного дела   | Телепнёв Ефим Григорьевич      |                               |
| 1618-1621 | Новая четверть        | Одоевский Иван Никитич Меньшой | Боярин (второй раз: 1624-1629 |
| 1619-1621 | Владимирский судный   | Одоевский Иван Никитич Меньшой | Боярин (второй раз: 1624-1629 |

## Воеводы[10]
| Года      | Город     | Ф,И,О воеводы                           | Примечания          |
| --------- | --------- | --------------------------------------- | ------------------- |
| 1620-1625 | Алексин   | Лодыженский Савин Суринов               | В другом акте Ефрем |
| 1620-1622 | Астрахань | Прозоровский Семён Васильевич           | Стольник            |
| 1620-1622 | Берёзов   | Писемский Иван Прохорович               |                     |
| 1621      | Болхов    | Головленков Иван Афанасьевич            |                     |
| 1620-1626 | Боровск   | Трусов Михаил Михайлович                |                     |
| 1621-1622 | Брянск    | Долгоруков Алексей Григорьевич Чертёнок |                     |
| 1620-1621 | Белгород  | Измайлов Василий Артемьевич             | Стольник            |
| 1621-1622 | Белёв     | Загряжский Андрей Иванович              |                     |

## Правление
Список глав государств в 1621 году

## Родились
- Патриарх Иоаким (6 января 1621, Можайск — 17 марта 1690, Москва) — девятый и предпоследний в досинодальный период патриарх Московский.

## Умерли
- Лыко, Семён Иванович (? — 1621) — князь, наместник князей Вишневецких.
- Троекуров, Иван Фёдорович (ок. 1565 — 29 мая 1621) — воевода и боярин (1620) из рода Троекуровых.
- Хованский, Иван Андреевич Большой — военный деятель Смутного времени, затем боярин.